# 鹿屋体育大学の人物一覧
鹿屋体育大学の人物一覧は鹿屋体育大学に関係する人物の一覧記事。

## 著名な教職員
- 田口信教 教授（1972年ミュンヘンオリンピック水泳100m平泳ぎ金メダリスト）
- 児玉光雄 教授（心理学者、著書に「イチロー思考」、「オシム知将の教え」等）
- 竹中健太郎 准教授（剣道部監督）

## 著名な在校生
- 大工園彩夏（大学院在学中、バレーボール・NECレッドロケッツ川崎）

## OB・OG

### 政界
- 森夏枝（元衆議院議員）

### 研究者・学者
- 神﨑素樹（京都大学大学院人間・環境学研究科教授）
- 二宮浩彰（同志社大学スポーツ健康科学部教授）
- 平野貴也（名桜大学大学院国際文化研究科教授）
- 宮地元彦（早稲田大学スポーツ科学部教授、日本学術会議会員）

### マスコミ
- 三浦康暉（日本海テレビアナウンサー）

### スポーツ

#### 水泳
- 柴田亜衣（アテネオリンピック競泳女子800m自由形 金メダリスト）
- 髙桑健（北京オリンピック競泳男子200m個人メドレー5位入賞、日本記録保持者）
- 関野義秀（フィンスイミング世界選手権4×200mリレー8位入賞、日本記録保持者）

#### バレーボール
- 津曲勝利（サントリーサンバーズ大阪スタッフ）※日本代表：北京五輪
- 畑信也（ビーチバレー）
- ヨーコ・ゼッターランド 大学院修了※日本代表：バルセロナ五輪銅メダリスト
- 江口理代 ※日本代表
- 徳川恵理
- 内瀬戸真実（埼玉上尾メディックス）※日本代表
- 宇田沙織
- 雪丸梢
- 山形理沙子
- 白澤明香里
- 中島咲愛（SAGA久光スプリングス）
- 大久保真美（KUROBEアクアフェアリーズ富山）

#### サッカー
- 前田浩二（元INAC神戸レオネッサ監督、元横浜フリューゲルス選手会長）
- 山崎真（現ラインメール青森FCヘッドコーチ、元オルカ鴨川FC監督、元浦和レッズ）
- 藤崎義孝（現アビスパ福岡コーチ）
- 田中英雄（FC TIAMO枚方所属）
- 小泉訓（元徳島ヴォルティス）
- 徐暁飛（元河南建業足球倶楽部）
- 赤尾公 (元鹿児島ユナイテッドFC)
- 岡田翔平 (元ザスパクサツ群馬)
- 多田高行 (元ギラヴァンツ北九州)
- 坂井達弥 (サムットプラーカーン・シティFC所属)
- 井上亮太（FC神楽しまね所属）
- 坂田良太（元栃木SC）
- 西口佳祐（元ヴェルスパ大分）
- 吉満大介（レノファ山口FC所属）
- 下坂晃城（ブラウブリッツ秋田所属）
- 福森健太（栃木SC所属）
- 馬渡洋樹（湘南ベルマーレ所属）
- 藤山智史（ブラウブリッツ秋田所属）
- 松田天馬（京都サンガF.C.所属）
- 片井巧（VONDS市原所属）
- 最上川祐輝（元ヴェルスパ大分）
- 奥田雄大（テゲバジャーロ宮崎所属）
- 伊藤龍生（FC TIAMO枚方所属）
- 濱口功聖（ヴェロスクロノス都農所属）
- 藤本一輝（大分トリニータ所属）
- 根本凌（湘南ベルマーレ所属）
- 山口卓己（鹿児島ユナイテッドFC所属）

#### ラグビー
- 吉原崇宏（ラグビーレフリー）

#### バスケットボール
- 三友康平 - 元プロバスケットボール選手：2002年卒業
- 伊藤将伸 - 元プロバスケットボール選手：2006年卒業
- 菅澤紀行 - プロバスケットボール選手（Bリーグ・熊本ヴォルターズ所属）
- 永石春奈 - 元バスケットボール選手
- 長谷川知代 - 元バスケットボール選手
- 平田紘美 - 元バスケットボール選手（現Wリーグ・三菱電機コアラーズコーチ）
- 吉田舞 - 元バスケットボール選手
- 笠原太志 - 元プロバスケットボール選手
- 中山樹- バスケットボール選手（Wリーグ・新潟アルビレックスBBラビッツ所属）
- 飯隈愛理 - バスケットボール選手（Wリーグ・新潟アルビレックスBBラビッツ所属）
- 田村碧衣 - バスケットボール選手（Wリーグ・新潟アルビレックスBBラビッツ所属）

#### 自転車競技
- 清水都貴 - ロードレース選手
- 萩原麻由子 - ロードレース & トラックレース選手
- 中島康晴 - ロードレース選手
- 角令央奈（中退） - 競輪選手
- 伊藤雅和 - ロードレース選手
- 内間康平 - ロードレース選手
- 吉田隼人 - ロードレース選手
- 野口正則 - 競輪選手
- 前田佳代乃 - トラックレース選手
- 元砂勇雪（中退） - 競輪選手
- 上野みなみ - ロードレース & トラックレース選手
- 山本元喜 - ロードレース選手
- 塚越さくら - ロードレース & トラックレース選手
- 橋本英也 - 競輪選手、ロードレース & トラックレース選手
- 野中竜馬 - ロードレース選手

#### 柔道
- 弘中邦佳（総合格闘家）

#### 陸上
- 永田宏一郎（陸上長距離選手）

#### 野球
- 橘田恵（女子野球選手）大学院修了

### 芸能
- 三宅綾子（KUNOICHI3連覇者、筋肉ミュージカル、海筋肉王 ～バイキング～）